# Jamyang
Jamyang (auch: Jamjang; tibetisch: 'jam dbyangs; THDL: Jamyang, Transkription der VRCh: Jamyang; freundliche Stimme; Sanskrit: Manjugosha) ist ein häufig verwendeter Bestandteil tibetischer Namen.
Folgende Personen tragen diesen Namen:
- Jamyang Khyentse Chökyi Lodrö (1896–1959), tibetischer buddhistischer Theologe
- Jamyang Khyentse Wangpo (1820–1892), Meister des tibetischen Buddhismus
- Jamyang Legpa Lodrö (1450–1530), 12. Ganden Thripa
- Sharpa Jamyang Rinchen Gyeltshen (1258–1306), 10. Sakya Thridzin